# Umberto Scapagnini
Umberto Scapagnini (n. 16 octombrie 1941, Napoli, Italia – d. 2 aprilie 2013, Roma, Italia) a fost un om politic italian, membru al Parlamentului European în perioada 1999-2004 din partea Italiei.